# Église du Nom-de-Marie de Novi Sad
Pour les articles homonymes, voir Église Saint-Nom-de-Marie.
L'église du Nom-de-Marie de Novi Sad (en serbe cyrillique : Црква имена Маријиног ; en serbe latin et en croate : Crkva imena Marijinog ; en hongrois : Mária Neve katolikus templom) est une église catholique située à Novi Sad, la capitale de la province de Voïvodine en Serbie, dans la municipalité urbaine de Stari grad.
Cette église, la plus vaste de Novi Sad, se trouve au centre de la ville sur le Trg slobode (la « place de la Liberté »). Les habitants de la ville l'appellent « la cathédrale »,, bien que la paroisse relève du diocèse de Subotica, ville qui abrite la cathédrale catholique diocésaine,.

## Histoire

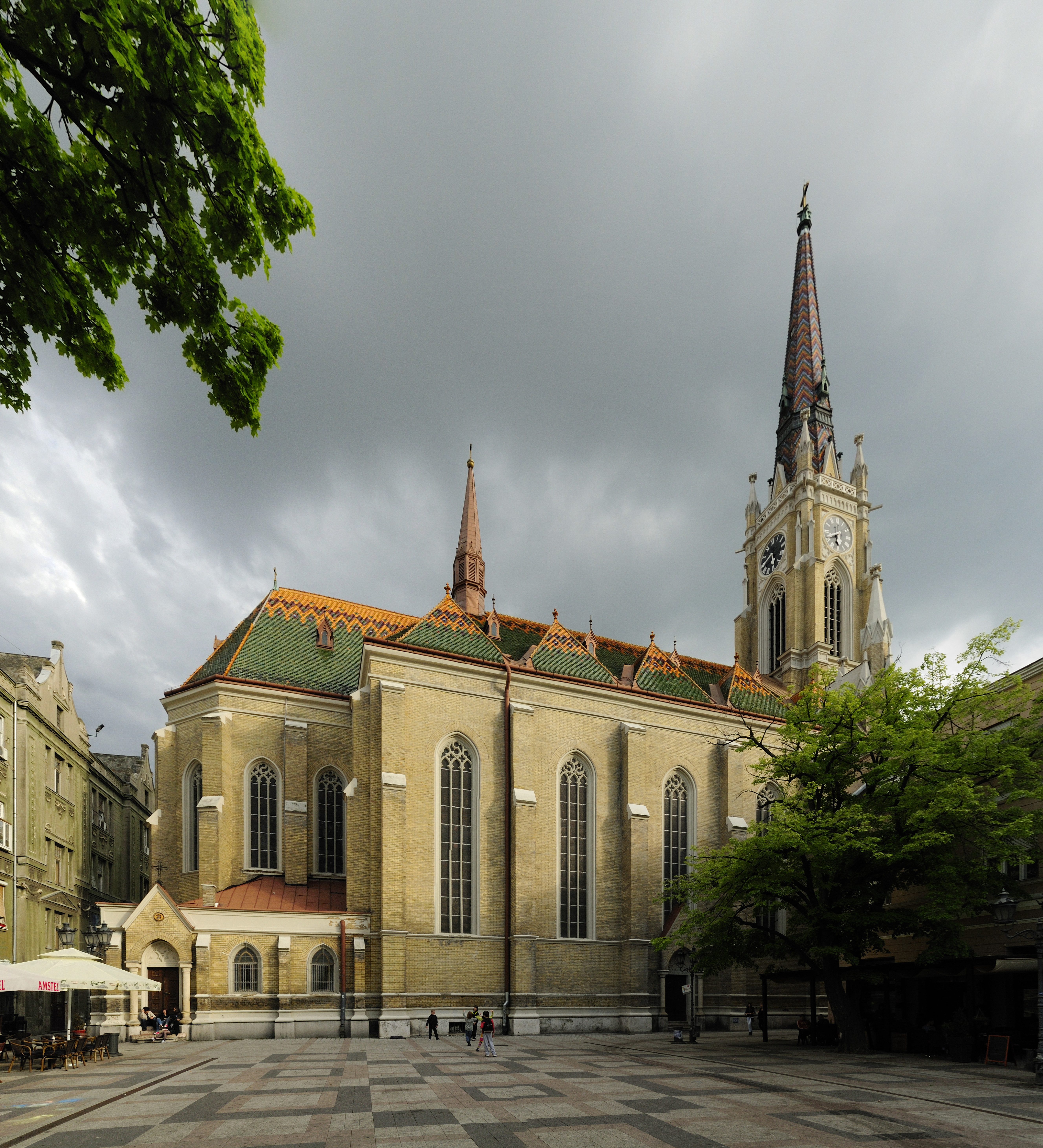
Autre vue de l'église (2012)

Après le traité de Karlowitz de 1699 qui concluait la grande guerre turque, Novi Sad devint une possession des Habsbourgs. La paroisse catholique locale fut organisée en 1702 et une église fut construite en 1719 à l'emplacement de l'église actuelle ; l'église fut dédiée à Marie, secours des Chrétiens en mémoire de la victoire de la Sainte-Ligue lors de la bataille de Vienne contre les Ottomans (1693). Elle fut plus tard renommée « église du Nom-de-Marie ». En 1739, après la reconquête de Belgrade par les Turcs, de nombreux catholiques riches vinrent s'établir à Novi Sad ; l'église originelle fut démolie et une seconde église fut alors construite à sa place, consacrée la même année par l'archevêque Gabor Patačić.
En 1849, au moment de la révolution hongroise, l'église, comme beaucoup d'autres bâtiments de Novi Sad, fut gravement endommagée par le bombardement de la forteresse de Petrovaradin et son clocher fut détruit ; elle fut par la suite partiellement reconstruite.
En 1891, le conseil municipal prit la décision de démolir cette seconde église et d'en construire une troisième entièrement nouvelle ; l'architecte hongrois György Molnár dessina le nouvel édifice en 1892 et le bâtiment fut achevé en novembre 1893 ; le clocher surmonté d'une croix d'or fut terminé quant à lui en 1894,.

## Architecture

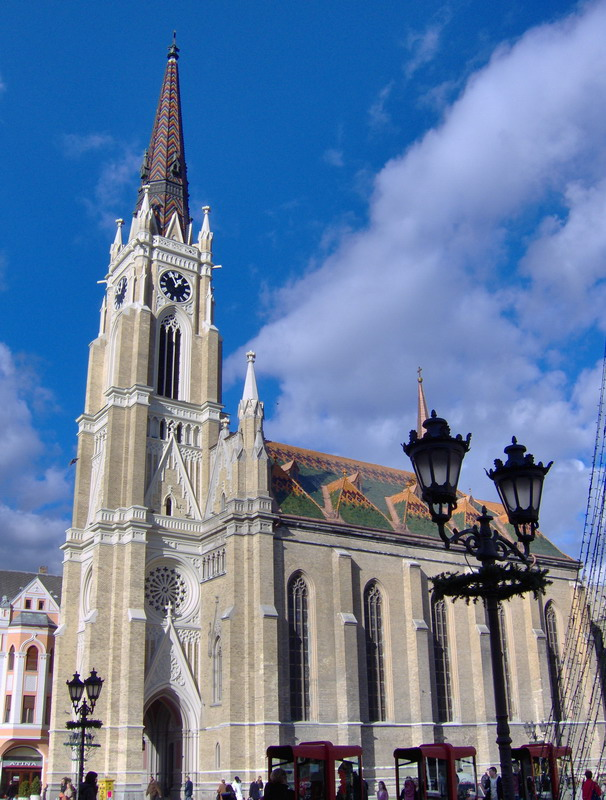
Autre vue de l'église

L'église est de style néo-gothique ; orientée nord-est sud-ouest, elle mesure 52 m de long sur 25 m de large et est constituée d'une triple nef. À l'extérieur, elle possède un portail à deux vantaux surmonté de d'un blason en relief portant l'inscription « Crux amore ». Le toit, qui s'élève à 22 m, est décoré de tuiles de céramique émaillée issues de la manufacture de porcelaine Zsolnay ; il est surmonté d'une tour-clocher qui culmine à 72 m,,.

## Intérieur
À l'intérieur, l'église abrite quatre autels. Le maître autel est situé dans l'abside ; on y trouve un grand tableau représentant la Mère de Dieu, avec saint Étienne et saint Ladislas, deux rois de Hongrie canonisés par l'Église catholique ; les figures de Dieu le Père, des Évangélistes et des motifs tirés de la Bible sont sculptés dans un bois provenant du Tyrol. À gauche de l'abside se trouve l'autel de la résurrection de Jésus, avec les figures de Saint Pierre et Saint Paul sculptées dans le bois. Le troisième autel est dédié à saint Florian, patron des pompiers, avec des figures sculptées de saint Émeric et de sainte Élisabeth et un tableau représentant la Sainte Famille. Le quatrième autel est consacré au tombeau de Jésus ; les sculptures sur bois sont peintes à l'imitation de la pierre.
Dans une niche près du chœur a été placé un buste représentant l'architecte György Molnár.
L'église abrite aussi un orgue mécanique doté de 24 registres, ainsi que des confessionnaux et un baptistère en marbre ; vingt vitraux réalisés à Budapest, représentant des saints et les pères de l'Église, contribuent à la décoration intérieure.

## Liturgie
Les services religieux sont assurés en croate et en hongrois.